# Trebòns de Luishon
Trebòns de Luishon (francès Trébons-de-Luchon) és un municipi francès situat al departament de l'Alta Garona i a la regió d'Occitània.